# اریک تن هاخ
اریک تن هاخ (به هلندی: Erik ten Hag؛ زادهٔ ۲ فوریهٔ ۱۹۷۰) بازیکن پیشین و سرمربی کنونی فوتبال اهل هلند است. وی هم‌اکنون هدایت باشگاه فوتبال بایر لورکوزن را برعهده دارد.

## باشگاهی
در دوران بازی حرفه‌ای، تن هاخ به‌عنوان مدافع میانی در تیم‌های توئنته، دی گرافشاپ، والویک و اوترخت بازی کرد. او در سه دوره مختلف باری تیم توئنته بازی کرد و در فصل ۰۱–۲۰۰۰ با این تیم قهرمان جام حذفی هلند شد. او در پایان فصل ۰۲–۲۰۰۱ و در ۳۱ سالگی در تیم توئنته از فوتبال خداحافظی کرد.

## سرمربی‌گری

### اوایل دوران حرفه‌ای
در سال ۲۰۱۲، مارک اورمارس که یکی از سهام‌داران باشگاه فوتبال گو اهد ایگلز بود، تن هاخ را به‌عنوان سرمربی این تیم در لیگ دسته اول هلند انتخاب کرد. او در اولین و تنها فصل حضورش در این تیم، موفق شد تا این تیم را بعد از ۱۷ سال به لیگ برتر هلند برگرداند.
او از سال ۲۰۱۳ تا ۲۰۱۵، سرمربی بایرن مونیخ ۲ بود.
تن هاخ در سال ۲۰۱۵ به‌عنوان مدیر ورزشی و سرمربی تیم اوترخت انتخاب شد و در اولین فصل حضورش این تیم را به مقام پنجم لیگ رساند. در فصل ۱۷–۲۰۱۶ او این تیم را به مقام چهارم رساند و سهمیهٔ حضور در مسابقات انتخابی لیگ اروپا را کسب کرد.

### آژاکس
در ۲۱ دسامبر ۲۰۱۷ و بعد از برکناری مارسل کایزر از مقام سرمربی‌گری تیم آژاکس، تن هاخ به عنوان سرمربی این تیم معرفی شد. در سال ۲۰۱۹، او تیم آژاکس را برای اولین بار از سال ۱۹۹۷ به نیمه‌نهایی لیگ قهرمانان اروپا رساند و در این راه تیم‌های رئال مادرید (مدافع عنوان قهرمانی) و یوونتوس را حذف کرد. او در بازی برگشت یک‌ّهشتم نهایی مقابل رئال، این تیم را با نتیجهٔ ۴–۱ در سانتیاگو برنابئو شکست داد. در بازی اول نیمه‌نهایی نیز با نتیجه ۱–۰ در خانهٔ تاتنهام پیروز شدند. اما در بازی برگشت، با هت‌تریک لوکاس مورا در نیمه دوم بازی، نتیجه را ۳–۲ واگذار کردند و با قانون گل زده در خانه حریف، از راهیابی به فینال بازماندند.
او اولین جام دوران مربی‌گری‌اش را در ۵ مهٔ ۲۰۱۹ به دست آورد، جایی که تیم آژاکس موفق شد تا در فینال جام حذفی هلند، باشگاه فوتبال ویلم دوم را شکست دهد و به مقام قهرمانی برسد. تنها ده روز بعد از قهرمانی در جام حذفی، بعد از پیروزی ۴ بر ۱ مقابل باشگاه فوتبال دی گرافشاپ در لیگ نیز به مقام قهرمانی رسیدند و دوگانه نصیب باشگاه شد.
در ۲۱ آوریل ۲۰۲۱، تن هاخ با پیروزی مقابل باشگاه فوتبال ویتس‌آرنهم در فینال جام حذفی، آژاکس را به بیستمین قهرمانی‌اش در این جام رساند. دو هفته بعد باشگاه آژاکس، قرارداد تن هاخ را تا پایان فصل ۲۳–۲۰۲۲ تمدید کرد. در ۱۶ ژانویه ۲۰۲۲، تن هاخ با پیروزی ۳–۰ مقابل اوترخت، به سریع‌ترین مربی آژاکس تبدیل شد که به رکورد ۱۰۰ پیروزی با این تیم در لیگ می‌رسد. وی این کار را تنها در ۱۲۸ بازی انجام داد.

### منچستر یونایتد
در ۲۱ آوریل ۲۰۲۲، دو باشگاه آژاکس و منچستر یونایتد اعلام کردند که تن هاخ از ابتدای فصل ۲۳–۲۰۲۲ سرمربی‌گری شیاطین سرخ را بر عهده خواهد گرفت.او افت شدیدی را در اوایل سرمربی گری در منچستر تجربه کرد. در اولین بازی‌اش مقابل برایتون با نتیجه ۲-۱ شکست خورد و در ۴ می نتیجه را ۴-۰ به برتنفورد واگذار کرد و در بازی بعدی ۶-۳ از منچستر سیتی شکست خورد. اما کم‌کم با این تیم اوج گرفت و حتی منچستر سیتی در دور برگشت و بارسلونا را در لیگ اروپا شکست داد. 
او در فینال جام اتحادیه انگلستان هم با بردن نیوکاسل، اولین قهرمانی‌اش را بعد از حدود شش سال پس از لیگ اروپای ۱۷-۲۰۱۶ جشن گرفت

## آمار مربی‌گری
تا تاریخ ۱۷ آوریل ۲۰۲۲
| تیم           | ملیت     | از             | تا             | آمار | آمار | آمار | آمار | آمار  | آمار | آمار | آمار  |
| تیم           | ملیت     | از             | تا             | G    | W    | D    | L    | GF    | GA   | GD   | برد % |
| ------------- | -------- | -------------- | -------------- | ---- | ---- | ---- | ---- | ----- | ---- | ---- | ----- |
| گو اهد ایگلز  | هلند     | ۱ ژوئیه ۲۰۱۲   | ۶ ژوئن ۲۰۱۳    | ۳۹   | ۱۸   | ۱۱   | ۱۰   | ۸۲    | ۵۷   | ۲۵+  | ۰۴۶   |
| بایرن مونیخ ۲ | آلمان    | ۶ ژوئن ۲۰۱۳    | ۲۲ مهٔ ۲۰۱۵     | ۷۲   | ۴۸   | ۱۰   | ۱۴   | ۱۵۶   | ۶۱   | ۹۵+  | ۰۶۷   |
| اوترخت        | هلند     | ۲۳ مهٔ ۲۰۱۵     | ۲۷ دسامبر ۲۰۱۷ | ۱۱۱  | ۵۶   | ۲۶   | ۲۹   | ۱۹۲   | ۱۲۲  | ۷۰+  | ۰۵۰   |
| آژاکس         | هلند     | ۲۸ دسامبر ۲۰۱۷ | ۱۵ می ۲۰۲۲     | ۲۱۵  | ۱۵۸  | ۲۸   | ۲۹   | ۵۷۶   | ۱۷۸  | ۳۹۸+ | ۰۷۳   |
| منچستریونایتد | انگلستان | ۲۳ می ۲۰۲۲     | 2024           | 30   | 21   | 2    | 7    |       |      |      | 73.1  |
| مجموع         | مجموع    | مجموع          | مجموع          | ۴۳۲  | ۲۷۷  | ۷۳   | ۸۲   | ۱٬۰۰۶ | ۴۱۸  | ۵۸۸+ | ۰۶۴   |

## افتخارات

### بازیکن
دی گرافشاپ
- لیگ دسته اول فوتبال هلند (۱): ۹۱–۱۹۹۰

توئنته
- جام حذفی فوتبال هلند (۱): ۰۱–۲۰۰۰

### سرمربی
بایرن مونیخ ۲
- جام منطقه‌ای بایرن (۱): ۱۴–۲۰۱۳[۱۶]

اوترخت
- نایب‌قهرمانی جام حذفی فوتبال هلند (۱): ۱۶–۲۰۱۵

آژاکس
- لیگ برتر فوتبال هلند (۳): ۱۹–۲۰۱۸، ۲۱–۲۰۲۰، ۲۲–۲۰۲۱
- جام حذفی فوتبال هلند (۲): ۱۹–۲۰۱۸، ۲۱–۲۰۲۰[۱۱]
  - نایب‌قهرمانی جام حذفی فوتبال هلند (۱): ۲۲–۲۰۲۱
- جام یوهان کرایف (۱): ۲۰۱۹

منچستر یونایتد
- جام حذفی انگلستان (۱): ۲۴–۲۰۲۳
  - نایب‌قهرمانی جام حذفی انگلستان (۱): ۲۳–۲۰۲۲
- جام اتحادیه انگلستان (۱): ۲۳–۲۰۲۲
- نایب‌قهرمانی جام خیریه انگلستان (۱): ۲۰۲۴

انفرادی
- جایزه رینوس میشل (۳): ۱۶–۲۰۱۵، ۱۹–۲۰۱۸، ۲۱–۲۰۲۰
- مربی ماه لیگ برتر انگلستان (۳): سپتامبر ۲۰۲۲، فوریه ۲۰۲۳، نوامبر ۲۰۲۳